# 프랑스개혁교회
프랑스개혁교회(프랑스어: Église réformée de France)는 개신교 신학자 장 칼뱅으로 시작되었으며  개혁주의 전통을 가지고 프랑스에서 주류 개신교 교파이다. 2013년 복음주의 루터란 교회와 병합하여 프랑스 연합개신교회를 설립하였다. 교회는 프랑스개신교연맹(Fédération protestante de France), 세계개혁교회협의회 및 세계 교회 협의회 회원이다. 전체 성도는 30만 정도이며 400개의 교구와 50개의 노회 그리고 8개의 행정지역으로 구성되어 있다.

## 같이 보기
- 위그노
- 카미사르
- 장 칼뱅
- 칼뱅주의